# Партыка, Кирилл Александрович
Кирилл Александрович Партыка (12 января 1953, Хабаровск — 28 ноября 2020, Хабаровск) — русский писатель, поэт, журналист, автор песен и рок-музыкант. Жил и трудился на Дальнем Востоке России.

## Биография
Кирилл Александрович Партыка родился в Хабаровске в 1953 году.
Выпускник филологического факультета Хабаровского педагогического института. С 1975 служил в правоохранительных органах, специализировался на раскрытии особо тяжких преступлений. Сменив немало должностей на оперативной работе в разных населённых пунктах Хабаровского края, в 1987 вернулся в родной город. В 1994 вышел в отставку в чине подполковника милиции.
С 1994 трудился в литературном журнале «Дальний Восток» сначала в должности ответственного секретаря, позже — заместителя главного редактора. В 2011 стал редактором журнала, однако, выпустив единственный номер, предпочёл вернуться к свободному творчеству.
С 1995 года член Союза писателей РФ.
С 1998 по 2007 годы — журналист, обозреватель газеты «Тихоокеанская звезда», специализировался на юридической и криминальной тематике. С 2007 г. работал главным специалистом-экспертом пресс-службы Регионального управления наркоконтроля РФ по Хабаровскому краю. Писал статьи и очерки для региональных и московских изданий.
Среди наиболее значимых событий — знакомство с Борисом Стругацким, с которым состоял в переписке.

## Творчество
Писать начал со школьной скамьи. Ещё во времена службы в уголовном розыске был известен как поэт-бард, чьи песни звучали в трансляциях краевого радио и телевидения.

В 1993 году написал свой первый роман «Подземелье» (в первой публикации "Мутант"), мгновенно принятый к печати в журнале «Дальний Восток» и тепло встреченный читательской аудиторией. С 2002 года роман входит в обязательный минимум регионального содержания литературного образования школьников Хабаровского края.

Двумя годами позже закончил роман «Час, когда придет Зуев». Роман, литературные достоинства которого были отмечены критикой, неоднократно переиздавался.

С тех пор стихи, баллады, романы и повести постоянно публикуются на страницах таких журналов как «Дальний Восток», «Воин», «Реальность фантастики», «День и ночь», а также выходят отдельными книгами в Хабаровске, Владивостоке, Москве.

Прозу Кирилла Партыки отличают остросюжетная динамика и глубокое проникновение в человеческую психологию, недаром за ним закрепилось прозвище «дальневосточного Стивена Кинга». Присуще автору и раскрытие социальных проблем.

Кирилл Партыка пишет настоящую талантливую прозу. У него за плечами филологическое образование, работа учителем, служба в правоохранительных органах (был и оперуполномоченным уголовного розыска). Его творческая жизнь развертывалась, как это часто случается с русскими писателями, от поэзии к прозе. Сначала он пел под гитару бардовские песни и рок-баллады, потом стал писать триллеры. Только не будем ставить его в тот ряд, где Александра Маринина. Лучше вспомнить — конечно, лишь в качестве ориентира — о “Преступлении и наказании”. Но, пожалуй, можно согласиться с тем, что он вписывается в общую тенденцию: детектив и вообще остросюжетная проза переключают на себя функции социального и психологического романа. Такой писатель, как К. Партыка, — удача для Хабаровска.
— Катеринич В. В городе Удачинске // Знамя. — 1999. — № 2.
Помимо фантастики и хоррора автор писал очерки, были и реалистические ироничные рассказы, основанные на богатом жизненном опыте работы в уголовном розыске и журналистике, а также общении с очень разными людьми — от прожженных уголовников до рафинированных интеллигентов.

### Литературные произведения
Романы
- Подземелье. (Мутант) (1994)
- Час, когда придёт Зуев. (1997)
- Эпицентр. (2010) (Аудиокнига Архивная копия от 16 сентября 2018 на Wayback Machine)

Повести
- Мёртвая хватка.
- Ночной охотник.
- Аваллон.
- Последний житель.
- Земляне.
- Знак.
- Чёрное место.
- Дождь в конце сентября.

Избранные рассказы
- Рок-н-ролл не умирает
- Протока
- Случайный гость
- Проезжий
- На берегу
- Сказка для двоих
- Сборник рассказов «Однажды в угрозыске»

### Публицистика
Помимо газеты «Тихоокеанская звезда» с 2000 по 2015 публиковался в региональных и московских печатных изданиях, таких как «Труд», «Комсомольская правда», «Московский комсомолец», «Приамурские ведомости», «Молодой дальневосточник» Архивная копия от 20 сентября 2018 на Wayback Machine и других. Здесь приводятся названия выборочных публикаций.
- Дворцы и хижины одноэтажного города[16]
- Бонни и Клайд мценского уезда Архивная копия от 20 сентября 2018 на Wayback Machine. Быль.
- Роковая прогулка. Быль.
- Чёрные сказки белого змия Архивная копия от 14 апреля 2019 на Wayback Machine. Очерк.
- А был такой хороший парень. Быль.
- Дорога, которую не выбирают. Быль.
- Огонь по знаку Зодиака. Быль.
- Дьявол в тени Святого Писания. Быль.
- Хромая судьба. Быль.
- Тень беды. Быль.
- Сорок женихов для Белой Невесты. Быль.
- Чёрное место. Документальная повесть.

### Песни и музыкальное творчество
Кирилл Александрович известен также как автор-исполнитель собственных песен.

Долгое время играл в самодеятельной рок-группе, писал музыку и тексты для её композиций. Когда группа распалась, стал бардом. Был лауреатом и дипломантом фестивалей авторской песни в Хабаровске, Омске, Чите.

Тексты песен Кирилла Партыки — это своеобразная поэзия, от лирики до жёстких баллад, в которых отразились влияние творчества Владимира Высоцкого и экспрессия хард-рока.

Песни Кирилла Александровича вдохновляли и других музыкантов Архивная копия от 16 сентября 2018 на Wayback Machine. Он, как никто другой, был далёк от консерватизма и всегда с интересом относился к возможности эксперимента.

Инициатор и участник ряда музыкальных проектов Архивная копия от 16 сентября 2018 на Wayback Machine, результатом которых стала запись нескольких альбомов с музыкантами-единомышленниками. В 2014 году Министерство культуры правительства Хабаровского края выпустило диск - альбом "Идущий по карнизу" с песнями Кирилла Партыки.
Последним крупным экспериментом автора стала рок-сюита "Люцифер". В основу произведения легла не каноническая, а апокрифическая история падшего ангела, которого к нарушению запретов толкнуло желание помочь человечеству.

## Книги
- Мутант. Хабаровск : Риотип, 1995. ISBN 5-88570-053-2
- В исключительных обстоятельствах / К. Партыка. Подземелье; В. Заводинский. Огонь опаляет лица; И. Хмелевская. Все под подозрением. Сборник. - Владивосток : Дальневосточное кн. изд., 1994. - 544 с. ISBN 5-74400-416-5
- Час, когда придёт Зуев. Хабаровск : Хабаровская писательская организация, 1997.
- Последний блюз. Сборник стихов. Хабаровск : Хабаровская писательская организация, 1997.
- Времена разбросанных камней. Стихи и баллады. Хабаровск : Хабаровская писательская организация, 1999.
- Злое время. Хабаровск : Хабаровское региональное отделение Общероссийской общественной организации «Союз писателей России», 2001.
- Час теней. Хабаровское книжное издательство, 2003, ISBN 5-7663-0426-9.
- Аваллон. Повести. Хабаровск : Хабаровское региональное отделение Союза писателей России, 2007. ISBN 5-98621-013-1
- Эхо бардовских струн. Стихи и баллады. Хабаровск : Хабаровское региональное отделение Союза писателей России, 2009. ISBN 978-5-98621-026-1.
- Эпицентр. Москва : «Альфа-Книга», 2010. ISBN 978-5-9922-0528-2.
- Знак. Хабаровск : РИОТИП, 2013. ISBN 978-5-98621-034-6.
- Записки рокера в погонах, альманах "Экумена", Хабаровск, 2014.

## Дискография
«Люцифер». Рок-сюита. Часть 1, 2018 

«Люцифер». Рок-сюита. Часть 2, 2018 
  
Музыка, текст, вокал - Кирилл Партыка. Исполнение группы "Дорога 2.0". Создатель трека Виктор Чистяков, гитара - Вячеслав Касьянов.
«Второе пришествие» Архивная копия от 16 сентября 2018 на Wayback Machine. Группа Секира. Музыка и аранжировки Сергея Леонтьева. Тексты, музыка К. Партыки
«Блудный Сын» Архивная копия от 16 сентября 2018 на Wayback Machine. Группа Дорога 2.0. Авторадио Хабаровск. 2016
«Идущий по карнизу» Архивная копия от 16 сентября 2018 на Wayback Machine. Хабаровск : Министерство культуры правительства Хабаровского края. 2014.